# اومه‌مورا ساوانو
اومه‌مورا ساوانو ((به ژاپنی: 梅村 澤野 Umemura Sawano); ۱ ژانویهٔ ۱۶۰۰ – ۱ ژانویهٔ ۱۷۰۰) او یک زن کونوایچی یا نینجای زن اهل خاندان سانادا بود.